# Kristóf Horváth
Kristóf Horváth (* 12. Juni 1977) ist ein ungarischer Badmintonspieler. 

## Karriere
Kristóf Horváth siegte im Jahr 2000 erstmals bei den nationalen ungarischen Meisterschaften im Herreneinzel. Ein weiterer Sieg im Einzel folgte 2004. 2007, 2009 und 2010 war er im Herrendoppel erfolgreich, 2008 im Mixed.

## Sportliche Erfolge
| Saison | Veranstaltung                 | Disziplin    | Platz | Name                                 |
| ------ | ----------------------------- | ------------ | ----- | ------------------------------------ |
| 2000   | Ungarn: Einzelmeisterschaften | Herreneinzel | 1     | Kristóf Horváth                      |
| 2004   | Ungarn: Einzelmeisterschaften | Herreneinzel | 1     | Kristóf Horváth                      |
| 2007   | Ungarn: Einzelmeisterschaften | Herrendoppel | 1     | Kristóf Horváth / Csaba Retkes       |
| 2008   | Ungarn: Einzelmeisterschaften | Mixed        | 1     | Kristóf Horváth / Melinda Keszthelyi |
| 2009   | Ungarn: Einzelmeisterschaften | Herrendoppel | 1     | Kristóf Horváth / Henrik Tóth        |
| 2010   | Ungarn: Einzelmeisterschaften | Herrendoppel | 1     | Kristóf Horváth / Henrik Tóth        |